# 인덱스 (데이터베이스)
인덱스(영어: database index)는 인덱스 데이터 구조를 유지하기 위한 추가적인 공간울 소모하지 않고 데이터베이스 테이블에 대한 데이터 검색 작업 속도를 높여주는 데이터 구조이다. 인덱스는 테이블 내의 1개의 컬럼, 혹은 여러 개의 컬럼을 이용하여 생성될 수 있다. 고속의 검색 동작뿐만 아니라 레코드 접근과 관련 효율적인 순서 매김 동작에 대한 기초를 제공한다. 인덱스를 저장하는 데 필요한 디스크 공간은 보통 테이블을 저장하는 데 필요한 디스크 공간보다 작다. (왜냐하면 보통 인덱스는 키-필드만 갖고 있고, 테이블의 다른 세부 항목들은 갖고 있지 않기 때문이다.) 관계형 데이터베이스에서는 인덱스는 테이블 부분에 대한 하나의 사본이다.
인덱스는 고유 제약 조건을 실현하기 위해서도 사용된다. 고유 인덱스는 중복된 항목이 등록되는 것을 금지하기 때문에 인덱스의 대상인 테이블에서 고유성이 보장된다.

## 아키텍처

### 클러스터
다중 데이터베이스와 다중 테이블이 조인될 때, 그것을 클러스터라고 한다.(클러스터화된 인덱스와 혼동해서는 안된다.) 클러스터 키 값을 공유하는 테이블들의 레코드는 동시에 또는 근처의 데이터베이스 블록에 함께 저장될 것이다. 이것은 클러스터 키 상의 이러한 테이블의 조인을 향상시킬 것이다. 왜냐하면 레코드들을 매칭시키는 것은 함께 저장되고, I/O 부하가 덜 그것들에 요구되기 때문이다. 클러스터의 부분들인 테이블에서의 데이터 레이아웃은 클러스터 환경에 의해 정의된다. 클러스터는 B-Tree 인덱스 또는 해쉬 테이블로 키화된다. 테이블 레코드가 저장될 데이터 블록은 클러스터 키 값에 의해 정의된다.

### 비클러스터화된 인덱스
데이터는 임의의 순서로 존재하지만, 논리적 순서는 인덱스에 의해 지정된다. 데이터 열은 인덱스화된 컬럼 또는 표현의 값과는 상관없이 테이블 전체에 퍼져있다. 비 클리스터화된 인덱스 트리는 정렬된 순서로 레코드에 포인터를 포함하고 있는 인덱스의 리프 수순으로(페이지로 구조화된 엔진에서 데이터 페이지 내에 페이지와 열 수: 파일로 구조화된 엔진에서는 열 오프셋으로) 인덱스 키 값을 포함하고 있다.
비 클러스터화된 인덱스에서는
- 열의 물리적 순서는 인덱스 순서와 동일하지 않다.
- 전형적으로 JOIN, WHERE 그리고 ORDER BY 절에서 사용된 비 기본키 컬럼 위에 만들어진다.

### 클러스터화된 인덱스
클러스터링은 인덱스를 매칭시키기 위해서 데이터 블록을 어떤 분명한 순서로 바꾼다. 이것은 열 데이터가 순서대로 저장되는 것으로 이어진다. 그러므로 단 하나의 클러스터화된 인덱스는 임의의 데이터베이스 테이블 위에 만들어질 수 있다. 클러스터화된 인덱스는 전반적인 불러오기 속도를 엄청나게 향상시킨다.
따라서 이 방식은 좋다..

## 종류
- 비트맵 인덱스(bitmap index)

비트맵 인덱스는 데이터 뭉치를 비트 열(bit array)로 저장하여 이러한 비트맵에 비트 연산을 수행함으로써, 대부분의 질의어에 응답하는 특별한 종류의 인덱스다. 가장 흔히 사용되는 B+tree와 같은 인덱스들은 그들이 인덱스하는 값이 반복되지 않는다면 가장 효율적이다. 반면, 비트맵 인덱스는 다양한 반복이 자주 일어나는 값을 위해 설계되었다. 예를 들어, 고객 데이터베이스에서 성 항목은 보통 남녀(M/F)의 2개의 분명한 값을 포함하고 있다. 그러한 변수들이 자주 사용된다면, 비트맵 인덱스는 중요한 실행의 장점을 가질 수 있다.
- 조밀 인덱스(dense index)

데이터베이스에서 조밀 인덱스는 데이터 파일 내의 모든 레코드에 대한 키와 포인터의 쌍을 가진 파일이다. 중복 키를 가진 클러스터드 인덱스에서, 조밀 인덱스는 그러한 키를 가진 첫 번째 레코드를 가리키고 있다.
- 희소 인덱스(sparse index)

데이터베이스에서 희소 인덱스는 데이터 파일 내의 모든 블록에 대한 키와 포인터의 쌍을 가진 파일이다. 이 파일 내의 모든 키는 정렬된 데이터 파일 내의 블록에 연결된 특정 포인터들과 연계되어 있다. 중복된 키를 가진 클러스터드 인덱스에서 희소 인덱스는 각 블록 내의 가장 빈도가 낮은 검색 키를 지시한다.
- 역방향 인덱스 (reverse index)

역방향 키는 인덱스 내에 들어가기 전에 인덱스는 키 값을 뒤집는다. 예를 들어, 24538 값은 83542값으로 인덱스 내에 저장된다. 키 값을 뒤집는 것은 특히 단일 값으로 새롭게 증가되는 번호순으로 된 인덱스 데이터에 유용하다.

## 같이 보기
- 인덱스 잠그기
- 검색엔진 인덱스